# Djebel al-Silsila
Djebel al-Silsila o Gebel el-Silsila (àrab: جبل السلسلة, Jabal as-Silsila) és un llogaret a uns 40 km al sud d'Edfú i uns 20 km al nord de Kom Ombo a una regió on el Nil es fa més estret. Es va dir en temps faraònics Kheni o Khenu (El lloc dels rems) i aquí les muntanyes de pedra canvien de pedra calcària a pedra arenosa. Aquesta regió era considerada el començament de la Baixa Núbia i molt antigament els egipcis creien que el riu Nil sorgia en aquesta regió. Els rituals per les inundacions anyals del riu es feien a Khenu dedicats al deu Hapi del que van existir algunes capelles; també s'adorava a Tawaret, la deessa de la fertilitat, de les embarassades i dels nadons. La ciutat tenia un temple. Les ruïnes que en queden són molt minses; a les del temple es pot llegir el nom de Ramsès II.

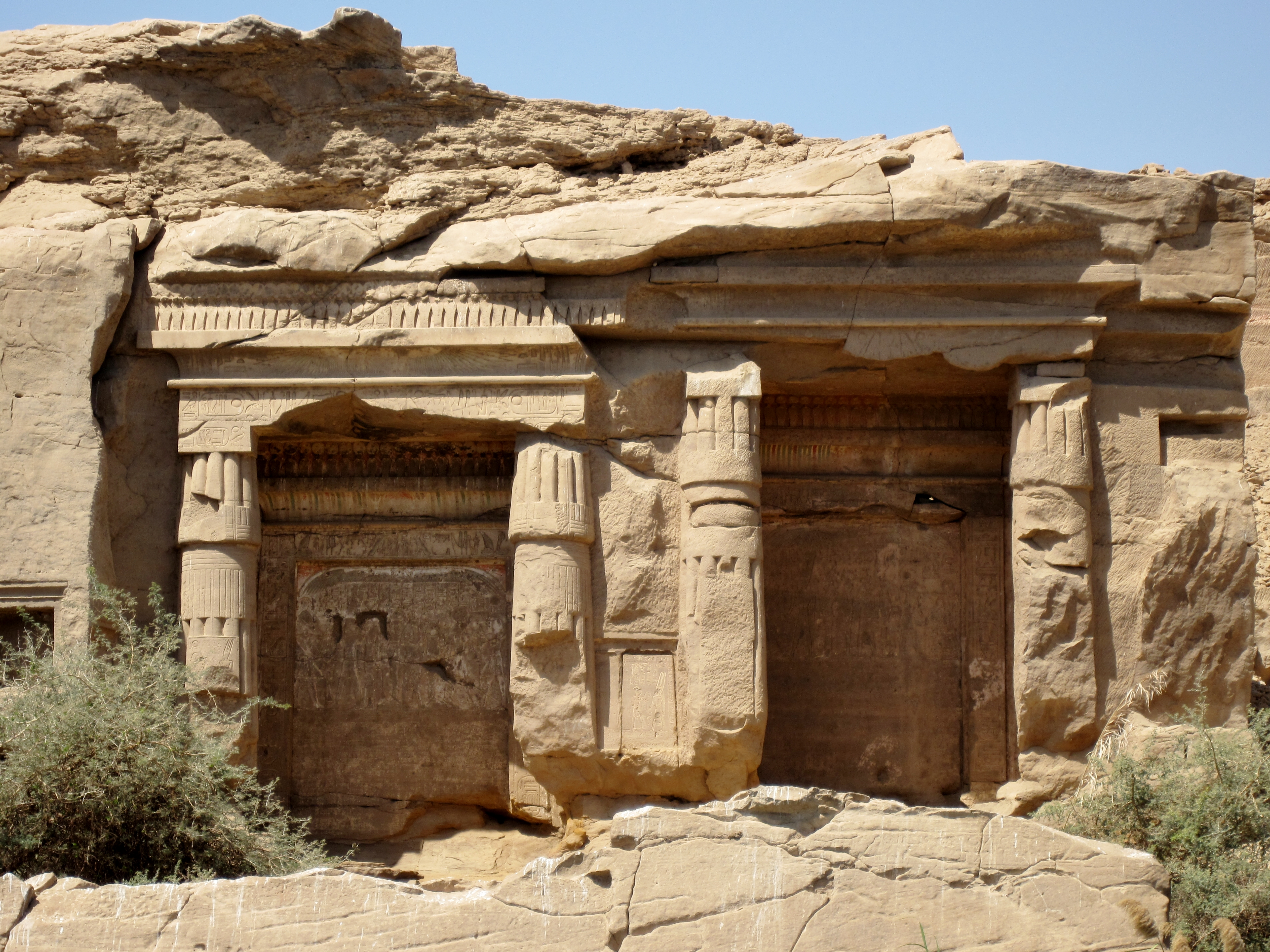
Esteles dedicades al déu del Nil Hapi (època de Ramsès II i Merenptah)

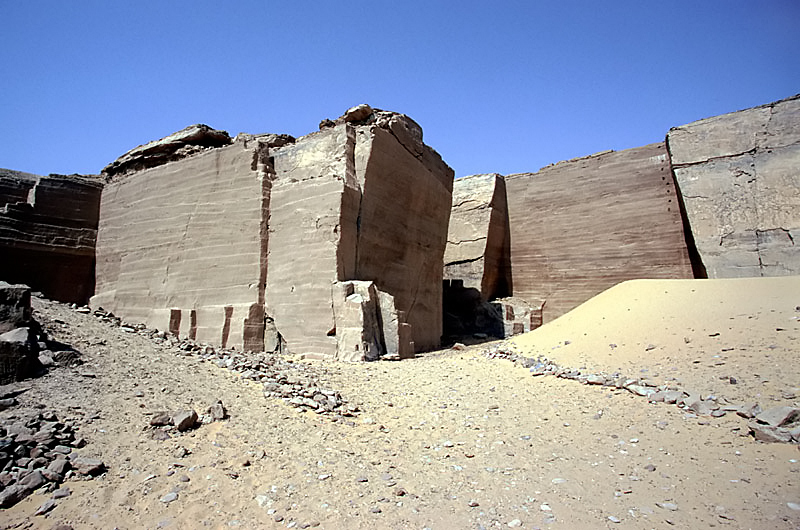
Detall de la pedrera de Djebel al-Silsila

A l'Imperi nou (especialment amb Amenhotep IV) els egipcis hi van explotar les pedreres per obtenir pedres per temples i monuments inicialment per Karnak i després per altres llocs. Amb Ramsès II hi va arribar a haver 3.000 treballadors només per la pedra dels Ramesseum. Les pedrereres són a uns 6 km al sud del lloc on el riu és més estret. A tota la regió són abundosos els grafitis i les esteles. Una estela esmenta el transport de pedra per un temple de Ptah i una altra recorda que un obelisc per al temple de Ra a Karnak fou extret de la pedrera (Amenofis IV). Es va treballar a les pedreres fins a l'època romana. Amb els materials d'aquí es van fer monuments a Denderah, Tebes (incloent-hi el Ramesseum), Karnak, Edfú i Kom Ombo. Es va trobar aquí una esfinx inacabada amb pedra arenosa i una capella d'Amenhotep III. Les ruïnes de les cases dels treballadors són properes al riu. Una inscripció moderna recorda que aquesta pedrera es va fer servir per obtenir les pedres necessàries per la construcció de la resclosa d'Esna el [1906]-1909.